# Gustav Schmidt (général)
Pour les articles homonymes, voir Gustav Schmidt et Schmidt.
Gustav Richard Ernst Schmidt (24 avril 1894 à Carsdorf - 7 août 1943 à Belgorod) est un Generalleutnant allemand qui a servi au sein de la Heer dans la Wehrmacht pendant la Seconde Guerre mondiale.
Il a été récipiendaire de la croix de chevalier de la croix de fer avec feuilles de chêne. La croix de chevalier de la croix de fer et son grade supérieur, les feuilles de chêne, sont attribués pour récompenser un acte d'une extrême bravoure sur le champ de bataille ou un commandement militaire avec succès.

## Biographie
Gustav Schmidt rejoint l'armée prussienne en tant que porte-drapeau le 1er mars 1913, a servi dans le [20e régiment d'infanterie (pl) et est promu lieutenant le 19 juin 1914 avec le brevet du 23 juin 1912.
Gustav Schmidt se suicide le 7 août 1943 pour éviter sa capture par les troupes soviétiques.

## Décorations
- Croix de fer (1914)
  - 2e classe (15 septembre 1914)
  - 1re classe (18 octobre 1915)
- Insigne des blessés (1914)
  - en Noir
- Croix de chevalier de l'ordre royal de Hohenzollern avec glaives
- Croix d'honneur
- Agrafe de la croix de fer (1939)
  - 2e classe (21 septembre 1939)
  - 1re classe (2 octobre 1939)
- Insigne de combat des blindés
  - en Bronze
- Médaille du Front de l'Est
- Croix allemande en or (22 avril 1942)
- Croix de chevalier de la croix de fer avec feuilles de chêne
  - Croix de chevalier le 4 septembre 1940 en tant que Oberst et commandant du Infanterie-Regiment 742[1]
  - 203e feuilles de chêne le 6 mars 1943 en tant que Generalleutnant et commandant de la 19. Panzer-Division[2]